# Draft da NBA de 2011
O Draft de 2011 da NBA foi realizado no dia 23 de Junho de 2011, no Prudential Center em Newark, New Jersey. O draft foi transmitido nos Estados Unidos pela ESPN.
Neste draft, os times da National Basketball Association (NBA) selecionaram novatos da universidade nos Estados Unidos e outros jogadores elegíveis, incluindo jogadores internacionais. O Cleveland Cavaliers teve a primeira escolha, selecionando o armador Kyrie Irving, de Duke. Dos 60 selecionados, 7 eram de primeiro ano, 7 eram de segundo ano, 14 eram de terceiro ano, 19 eram de quarto ano, 12 eram jogadores internacionais e 1 jogava na D-League.
O Draft de 2011 marcou a última aparição do New Jersey Nets. Após a temporada de 2011-12, o time se realocou para o Brooklyn, New York e se renomeou Brooklyn Nets. Os Nets fizeram sua primeira aparição com a equipe no Brooklyn em 2012.

## Escolhas do Draft

### Primeira rodada
|  | Jogadores que foram incluídos no Hall da Fama do Basquete                               |
|  | Jogadores que foram pelo menos uma vez MVP da temporada da NBA                          |
|  | Jogadores que foram selecionados para pelo menos um NBA All-Star Game e um All-NBA Team |
|  | Jogadores que foram selecionados para pelo menos um All-NBA Team                        |
|  | Jogadores que foram selecionados para pelo menos um NBA All-Star Game                   |
|  | Jogadores que nunca atuaram em nenhuma partida sequer pela NBA                          |

| PG | Armador     |
| SG | Ala-armador |
| SF | Ala         |
| PF | Ala-pivô    |
| C  | Pivô        |

| Escolha | Nome               | Posição | Nacionalidade  | Time                                          | Universidade/Time  |
| ------- | ------------------ | ------- | -------------- | --------------------------------------------- | ------------------ |
| 1       | Kyrie Irving       | PG      | Estados Unidos | Cleveland Cavaliers                           | Duke               |
| 2       | Derrick Williams   | SF/PF   | Estados Unidos | Minnesota Timberwolves                        | Arizona            |
| 3       | Enes Kanter        | C       | Turquia        | Utah Jazz                                     | Kentucky           |
| 4       | Tristan Thompson   | C/PF    | Canadá / EUA   | Utah Jazz                                     | Texas              |
| 5       | Jonas Valančiūnas  | C       | Lituânia       | Toronto Raptors                               | BC rytas Vilnius   |
| 6       | Jan Veselý         | PF      | Chéquia        | Washington Wizards                            | KK Partizan        |
| 7       | Bismack Biyombo    | C       | RD Congo       | Sacramento Kings (trocado para Charlotte)     | Fuenlabrada        |
| 8       | Brandon Knight     | PG      | Estados Unidos | Detroit Pistons                               | Kentucky           |
| 9       | Kemba Walker       | PG      | Estados Unidos | Charlotte Bobcats                             | Connecticut        |
| 10      | Jimmer Fredette    | PG/SG   | Estados Unidos | Milwaukee Bucks (trocado para Sacramento)     | BYU                |
| 11      | Klay Thompson      | SG      | Estados Unidos | Golden State Warriors                         | Washington State   |
| 12      | Alec Burks         | SG      | Estados Unidos | Utah Jazz                                     | Colorado           |
| 13      | Markieff Morris    | PF      | Estados Unidos | Phoenix Suns                                  | Kansas             |
| 14      | Marcus Morris      | PF/SF   | Estados Unidos | Houston Rockets                               | Kansas             |
| 15      | Kawhi Leonard      | SF      | Estados Unidos | Indiana Pacers (trocado para San Antonio)     | San Diego State    |
| 16      | Nikola Vučević     | C       | Montenegro     | Philadelphia 76ers                            | USC                |
| 17      | Iman Shumpert      | SG      | Estados Unidos | New York Knicks                               | Georgia Tech       |
| 18      | Chris Singleton    | SF      | Estados Unidos | Washington Wizards                            | Florida State      |
| 19      | Tobias Harris      | SF      | Estados Unidos | Charlotte Bobcats (trocado para Milwaukee)    | Tennessee          |
| 20      | Donatas Motiejūnas | PF      | Lituânia       | Minnesota Timberwolves (trocado para Houston) | Benetton Treviso   |
| 21      | Nolan Smith        | PG      | Estados Unidos | Portland Trail Blazers                        | Duke               |
| 22      | Kenneth Faried     | PF      | Estados Unidos | Denver Nuggets                                | Morehead State     |
| 23      | Nikola Mirotić     | PF      | Espanha        | Houston Rockets (trocado para Chicago)        | Real Madrid        |
| 24      | Reggie Jackson     | PG      | Estados Unidos | Oklahoma City Thunder                         | Boston College     |
| 25      | MarShon Brooks     | SG      | Estados Unidos | Boston Celtics (trocado para New Jersey)      | Providence College |
| 26      | Jordan Hamilton    | SG      | Estados Unidos | Dallas Mavericks (trocado para Denver)        | Texas              |
| 27      | JaJuan Johnson     | PF      | Estados Unidos | New Jersey Nets (trocado para Boston)         | Purdue             |
| 28      | Norris Cole        | PG      | Estados Unidos | Chicago Bulls (trocado para Miami)            | Cleveland State    |
| 29      | Cory Joseph        | PG      | Canadá         | San Antonio Spurs                             | Texas              |
| 30      | Jimmy Butler       | SG      | Estados Unidos | Chicago Bulls                                 | Marquette          |

### Segunda rodada
| Escolha | Nome                   | Posição | Nacionalidade  | Time                                        | Universidade/Time     |
| ------- | ---------------------- | ------- | -------------- | ------------------------------------------- | --------------------- |
| 31      | Bojan Bogdanović       | SF/SG   | Croácia        | Miami Heat (trocado para New Jersey)        | Cibona Zagreb         |
| 32      | Justin Harper          | PF      | Estados Unidos | Cleveland Cavaliers (trocado para Orlando)  | Richmond              |
| 33      | Kyle Singler           | SF      | Estados Unidos | Detroit Pistons                             | Duke                  |
| 34      | Shelvin Mack           | PG      | Estados Unidos | Washington Wizards                          | Butler                |
| 35      | Tyler Honeycutt        | SF      | Estados Unidos | Sacramento Kings                            | UCLA                  |
| 36      | Jordan Williams        | PF      | Estados Unidos | New Jersey Nets                             | Maryland              |
| 37      | Trey Thompkins         | PF      | Estados Unidos | Los Angeles Clippers                        | Geórgia               |
| 38      | Chandler Parsons       | SF      | Estados Unidos | Houston Rockets                             | Flórida               |
| 39      | Jeremy Tyler           | PF      | Estados Unidos | Charlotte Bobcats (trocado para Warriors)   | Tokyo Apache          |
| 40      | Jon Leuer              | PF      | Estados Unidos | Milwaukee Bucks                             | Wisconsin             |
| 41      | Darius Morris          | PG      | Estados Unidos | Los Angeles Lakers                          | Michigan              |
| 42      | Dāvis Bertāns          | SF      | Letônia        | Indiana Pacers (trocado para San Antonio)   | Union Olimpija        |
| 43      | Malcolm Lee            | SG      | Estados Unidos | Chicago Bulls (trocado para Minnesota)      | UCLA                  |
| 44      | Charles Jenkins        | PG      | Estados Unidos | Golden State Warriors                       | Hofstra               |
| 45      | Josh Harrellson        | C       | Estados Unidos | New Orleans Hornets (trocado para New York) | Kentucky              |
| 46      | Andrew Goudelock       | PG      | Estados Unidos | Los Angeles Lakers                          | College of Charleston |
| 47      | Travis Leslie          | SG      | Estados Unidos | Los Angeles Clippers                        | Geórgia               |
| 48      | Keith Benson           | C       | Estados Unidos | Atlanta Hawks                               | Oakland               |
| 49      | Josh Selby             | PG      | Estados Unidos | Memphis Grizzlies                           | Kansas                |
| 50      | Lavoy Allen            | PF      | Estados Unidos | Philadelphia 76ers                          | Temple                |
| 51      | Jon Diebler            | SG      | Estados Unidos | Portland Trail Blazers                      | Ohio State            |
| 52      | Vernon Macklin         | PF      | Estados Unidos | Detroit Pistons                             | Flórida               |
| 53      | DeAndre Liggins        | SG      | Estados Unidos | Orlando Magic                               | Kentucky              |
| 54      | Milan Mačvan           | PF      | Sérvia         | Cleveland Cavaliers                         | Maccabi Tel Aviv BC   |
| 55      | E'Twaun Moore          | SG      | Estados Unidos | Boston Celtics                              | Purdue                |
| 56      | Chukwudiebere Maduabum | PF      | Nigéria        | Los Angeles Lakers (trocado para Denver)    | Bakersfield Jam       |
| 57      | Tanguy Ngombo          | SF      | Catar          | Dallas Mavericks (trocado para Portland)    | Al-Rayyan             |
| 58      | Ater Majok             | PF      | Austrália      | Los Angeles Lakers                          | Gold Coast Blaze      |
| 59      | Ádám Hanga             | SG      | Hungria        | San Antonio Spurs                           | Albacomp              |
| 60      | Isaiah Thomas          | PG      | Estados Unidos | Sacramento Kings                            | Washington            |

## Jogadores notáveis não selecionados
Esses jogadores não foram selecionados no Draft da NBA de 2011, mas jogaram pelo menos um jogo na NBA.
| Player               | Position | Nationality               | School/club team    |
| -------------------- | -------- | ------------------------- | ------------------- |
| Dairis Bertāns       | SG       | Letónia                   | VEF Rīga (Letónia)  |
| Dwight Buycks        | PG       | Estados Unidos            | Marquette           |
| Malcolm Delaney      | G        | Estados Unidos            | Virginia Tech       |
| Zoran Dragić         | G/F      | Eslovénia                 | Krka (Eslovénia)    |
| Diante Garrett       | G        | Estados Unidos            | Iowa State          |
| Ben Hansbrough       | G        | Estados Unidos            | Notre Dame          |
| Cory Higgins         | G        | Estados Unidos            | Colorado            |
| Justin Holiday       | F        | Estados Unidos            | Washington          |
| John Holland         | SG       | Estados Unidos Porto Rico | Boston              |
| Scotty Hopson        | SG       | Estados Unidos            | Tennessee           |
| Omari Johnson        | F        | Jamaica Estados Unidos    | Oregon State        |
| D. J. Kennedy        | G/F      | Estados Unidos            | St. John's          |
| Mindaugas Kuzminskas | SF       | Lituânia                  | Žalgiris (Lituânia) |
| Kalin Lucas          | PG       | Estados Unidos            | Michigan State      |
| Jacob Pullen         | PG       | Estados Unidos            | Kansas State        |
| Willie Reed          | F/C      | Estados Unidos            | Saint Louis         |
| Xavier Silas         | G        | Estados Unidos            | Northern Illinois   |
| Greg Smith           | C        | Estados Unidos            | Fresno State        |
| Alex Stepheson       | PF       | Estados Unidos            | USC                 |
| Julyan Stone         | SG       | Estados Unidos            | UTEP                |
| Malcolm Thomas       | F        | Estados Unidos            | San Diego State     |
| Mychel Thompson      | F/G      | Estados Unidos            | Pepperdine          |
| Brad Wanamaker       | SG       | Estados Unidos            | Pittsburgh          |
| Chris Wright         | PG       | Estados Unidos            | Georgetown          |

## Regras para elegibilidade
O draft foi conduzido dentro das regras estabelecidas na agora-expirada collective bargaining agreement (CBA) com a união de jogadores. A CBA que terminou o lockout de 2011 na NBA instituiu mudanças imediatas para o draft, mas chamou um comitê de donos de franquias e jogadores para discutir mudanças futuras. Como em 2010, as regras do draft estão listadas abaixo.
- Todos os jogadores draftados devem ter ao menos 19 anos durante o ano do draft. Em termos de datas, todos os jogadores elegíveis para o draft de 2011 devem ter nascido depois de 31 de Dezembro de 1992.[2]
- Qualquer jogador que não seja considerado um "jogador internacional", como definido na CBA, deve ter ao menos um ano concluído na universidade.[2] A CBA define como "jogadores internacionais" jogadores que residiram permanentemente fora dos Estados Unidos até no mínimo 3 anos antes do draft, que não completaram o colegial nos Estados Unidos e nunca foram matriculados em faculdades no país.[3]

O requerimento básico para elegibilidade automática para um jogador americano é completar a faculdade. Jogadores que condizem com a definição da CBA para "jogador internacional" são elegíveis automaticamente em seu 22º aniversário, que ocorra durante o ano em que acontece o draft (no caso, nascidos após 31 de Dezembro de 1990). Jogadores americanos que completaram ao menos um ano do colegial e jogaram em ligas menores, fora da NBA, também são elegíveis automaticamente.
Um jogador que não é elegível para o draft deve declarar sua elegibilidade notificando os escritórios da NBA até 60 dias antes do draft. Para o draft de 2012, essa data expirou em 24 de Abril. Dentro das regras da NCAA, os jogadores só tiveram até 8 de Maio para se retirarem do draft e manterem a elegibilidade da faculdade.
Um jogador contratado como empresário esportivo não será mais elegível para o colegial, apesar de poder ser draftado. Também, enquanto a CBA permite que o jogador se retire do draft 2 vezes, a NCAA retira a elegibilidade de quem se declarou duas vezes.